# Asplanchna priodontata
Asplanchna priodonta ist eine Art aus der Gattung Asplanchna aus dem Stamm der Rädertiere (Rotatoria).

## Merkmale
Das fußlose Tier ist durchsichtig und sackförmig (Name!). Der Eierstock ist kugelförmig.

## Ökologie
Das Rädertier ist planktisch in Seen verbreitet.  Das Tier ernährt sich von Blaualgen, Diatomeen und anderen Planktern.

## Ähnliche Arten
- Asplanchna brightwelli
- Asplanchna multiceps